# Kompaniechef

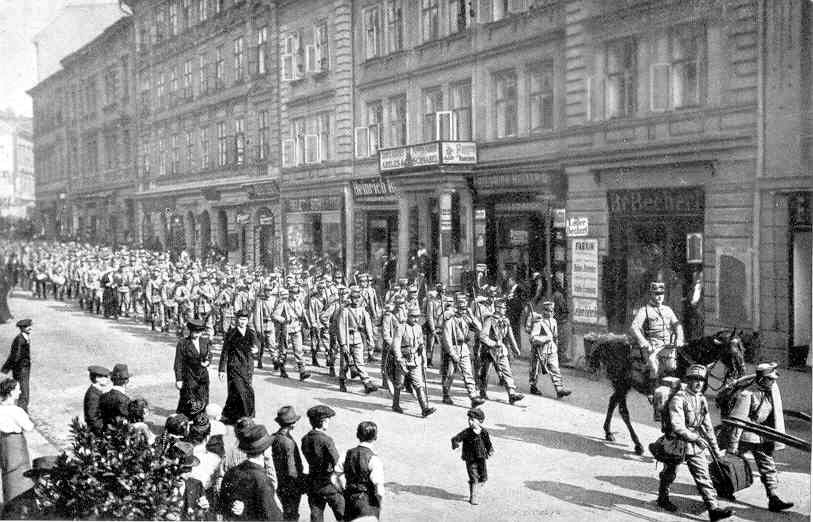
Ein Kompaniechef des K. u. k. Infanterieregiment Nr. 73 zu Pferd (1914)

Kompaniechef ist ein Offizier, der eine Kompanie oder eine vergleichbare Einheit regulär führt. Als Kompanieführer wird, für die Zeit der Vertretung, diejenige Person bezeichnet, die die Kompanie führt, während der Kompaniechef abwesend (z. B. Urlaub, Krankheit, Kommandierung) oder der Dienstposten unbesetzt ist. Dienstposten und Dienststellung weichen hier voneinander ab.

## Deutschland
In der Bundeswehr ist Kompaniechef in den meisten Einheiten die Bezeichnung für einen Einheitsführer.
Er ist militärischer Vorgesetzter aller Offiziere, Unteroffiziere und Mannschaften seiner Einheit. Er ist auch Disziplinarvorgesetzter mit der Disziplinarbefugnis der Stufe 1. Der Kompaniechef hat grundsätzlich den Dienstgrad eines Majors. Der Einheitsführer ist für die personelle und materielle Einsatzbereitschaft seiner Einheit verantwortlich.

## Österreich
Im österreichischen Bundesheer wird der Kompaniechef als Kompaniekommandant (KpKdt) bezeichnet und ähnelt der Funktion des Kompaniechefs weitgehend.

## Schweiz
In der Schweizer Armee wird der Kompaniechef als Kompaniekommandant (Kp Kdt) bezeichnet, umgangssprachlich Kadi.
Der Kompaniekommandant beginnt seine Ausbildung als Oberleutnant. Die Ausbildung erfolgt in drei Stufen. Als erstes wird der Führungslehrgang Einheit (FLG Einh) absolviert. Dieser findet unabhängig von der Truppengattung in Luzern statt. Den angehenden Einheitskommandanten wird das allgemeine Handwerk des Kommandanten im Bereich der Führungstätigkeiten vermittelt. Als zweites wird der Technische Lehrgang besucht, der truppengattungsspezifisch, teilweise sogar funktionsspezifisch im jeweiligen Lehrverband stattfindet.
Schließlich wird das Gelernte in einer 19-wöchigen Rekrutenschule mit dem sog. Abverdienen (praktischer Dienst) angewendet. Dabei führt der angehende Kp Kdt die Kp von Beginn ab, er plant über 19 Wochen die Ausbildung sowie den Einsatz der Kompanie. Die Beförderung zum Hauptmann erfolgt mit der Übernahme seiner späteren Einheit.
Unter dem Jahr plant der Einh Kdt die FDT. Ausserdienstlich plant er unter Einbezugnahme seiner Unterstellten (meistens Einh Fw, Einh Four sowie Stv) die FDT. 
Die automatische Beförderung des Kommandanten einer Stabskompanie zum Major findet seit dem 1. Januar 2019 (WEA) nicht mehr statt.